# Hemictenius klimenkoi
Hemictenius klimenkoi är en skalbaggsart som beskrevs av Gusakov 2004. Hemictenius klimenkoi ingår i släktet Hemictenius och familjen Melolonthidae. Inga underarter finns listade i Catalogue of Life.